# Јекатерина Румјанцева
Јекатерина Румјанцева (рус. Румянцева, Екатерина Леонидовна; рођена 28. јануара 1991) је руска биатлонка и нордијска скијашица.

## Биографија
Рођена је 28. јануара 1991. у Русији. Представљала је неутралне параолимпијске спортисте на Зимским параолимпијским играма 2018, које су уједно и њено прво параолимпијско такмичење.
Освојила је златну медаљу у биатлону на шест километара на Зимским параолимпијским играма 2018, док је сребрну медаљу освојила њена земљакиња Ана Миленина која се такође такмичила под неутралном параолимпијском заставом.
Године 2018. је проглашена за „Спортисту године са инвалидитетом” од Министарства спорта Русије и за Светског спортисту године.